# Постійні представники Словаччини при Організації Об'єднаних Націй
Постійний представник Словаччини при Організації Об'єднаних Націй — офіційна посадова особа, яка представляє Словаччини в усіх органах Організації Об'єднаних Націй.

## Словаччини в ООН
Словаччина стала членом Організації Об'єднаних Націй у 1993 році.

## Постійні представники Словаччини при ООН
1. Едуард Кукан (1993—1994)
2. Ольга Келтошова (1998—1999)
3. Пітер Томка (1999—2003)
4. Пітер Буріан (2004—2008)
5. Мілош Котерец (2009—2012)
6. Франтішек Ружичка (2012—2017)[1]
7. Міхал Млинар (з 2017)[2]